# 473 км (зупинний пункт)
473 км — пасажирська зупинна залізнична платформа Лиманської дирекції Донецької залізниці.
Розташована поблизу смт. Красна Гора, Бахмутський район, Донецької області. Платформа розташована на лінії Лиман — Микитівка між станціями Шевченко (2 км) та Сіль (6 км).
На платформі зупиняються приміські поїзди.